# Cymindis bedeli
Cymindis bedeli es una especie de escarabajo de la familia Carabidae.

## Distribución geográfica
Se distribuye por la península ibérica (España) y el norte del Magreb.